# Tärendöholmen
Tärendöholmen is een deels bebouwd eiland in de Zweedse Kalixälven op de plaats waar de Tärendörivier instroomt. Het eiland behorende bij het dorp Tärendö wordt gebruikt als festivalplaats. Het eiland heeft geen vaste oeververbinding, men moet met het veer over. De oppervlakte is ongeveer 4,5 hectare.
- Zweedstalige Wikipedia. Tärendöholmen. met lijst van artiesten op het festival